# NGC 2547
NGC 2547 là một cụm sao mở phía nam ở Thuyền Phàm, được phát hiện bởi Nicolas Louis de Lacaille vào năm 1751  từ Nam Phi.